# Aníbal Chalá
Aníbal Hernán Chalá Ayoví (Mira, Ecuador; 9 de mayo de 1996) es un futbolista ecuatoriano. Juega de defensa y su equipo actual es el Barcelona Sporting Club de la Serie A de Ecuador.

## Trayectoria

### C. D. El Nacional
Realizó las divisiones formativas en El Nacional, en la temporada 2013 subió al primer equipo teniendo buenas actuaciones como volante en esa temporada; para la siguiente temporada jugó como lateral izquierdo ya que carecieron de jugadores en esa temporada, pero adaptándose a ese puesto por su velocidad y explosividad, llamando la atención de varios clubes importantes del balompié ecuatoriano.

### F. C. Dallas
El 7 de diciembre de 2016, fichó por el Football Club Dallas de la MLS.

### Liga Deportiva Universitaria
El 12 de mayo de 2017 fichó por Liga Deportiva Universitaria. Llegó hasta los octavos de final de la Copa Sudamericana 2017 donde fue eliminado por Fluminense.

### D. Toluca F. C.
A mediados de la temporada 2019 se vincula al Deportivo Toluca Fútbol Club de la Primera División de México.

### Dijon F. C. O.
El 31 de julio de 2020 se confirma su préstamo al club Dijon Football Côte d'Or de la Ligue 1 de Francia.
El jugador llega a préstamo por un año con opción a compra.

### Atlas F. C.
El 13 de septiembre de 2021 se confirma su transferencia al llegar a un acuerdo con el Deportivo Toluca F. C. de un trueque y así validar la transferencia. El 23 de junio de 2023 el club informó de la rescisión de contrato con el jugador por mutuo acuerdo.

### C. S. Emelec
Después de su paso por el Atlas, regresó a Ecuador para fichar por el Club Sport Emelec por un año con opción a renovación por dos y medio más, llegando a reforzar la defensa del conjunto eléctrico.

## Selección nacional

### Categorías inferiores
Fue convocado para la selección de fútbol sub-20 de Ecuador en 2014 comandada por Sixto Vizuete, teniendo buenas actuaciones en la Copa COTIF jugada en España, donde Ecuador quedó en cuarto lugar. 

#### Participaciones en Sudamericanos
| Campeonato                  | Sede    | Resultado    | Partidos | Goles |
| --------------------------- | ------- | ------------ | -------- | ----- |
| Sudamericano Sub-20 de 2015 | Uruguay | Primera fase | 2        | 0     |

### Selección absoluta
Debutó con la selección absoluta el 12 de octubre de 2018 en la derrota 3-4 contra Catar en Doha.

#### Participaciones en eliminatorias
| Mundial            | Sede            | Resultado   | Partidos | Goles |
| ------------------ | --------------- | ----------- | -------- | ----- |
| Eliminatorias 2026 | América del Sur | Clasificado | 0        | 0     |

### Partidos internacionales
Actualizado al último partido disputado el 21 de marzo de 2024.
| \| N.° \| Fecha \| Ciudad \| Rival \| Resultado \| Resultado \| Competencia \| \| --- \| --------------------- \| -------- \| --------- \| --------- \| --------- \| ----------- \| \| 1. \| 12 de octubre de 2018 \| Doha \| Catar \| 3-4 \| Derrota \| Amistoso \| \| 2. \| 16 de octubre de 2018 \| Doha \| Omán \| 0-0 \| Empate \| Amistoso \| \| 3. \| 21 de marzo de 2024 \| Harrison \| Guatemala \| 2-0 \| Victoria \| Amistoso \| |                       |          |           |           |           |             |
| N.° | Fecha                 | Ciudad   | Rival     | Resultado | Resultado | Competencia |
| 1. | 12 de octubre de 2018 | Doha     | Catar     | 3-4       | Derrota   | Amistoso    |
| 2. | 16 de octubre de 2018 | Doha     | Omán      | 0-0       | Empate    | Amistoso    |
| 3. | 21 de marzo de 2024   | Harrison | Guatemala | 2-0       | Victoria  | Amistoso    |

## Estadísticas

### Clubes
Actualizado al último partido disputado el 1 de diciembre de 2024.
| Club                                   | Div.          | Temporada     | Liga  | Liga  | Copas nacionales | Copas nacionales | Copas internacionales | Copas internacionales | Total | Total |
| Club                                   | Div.          | Temporada     | Part. | Goles | Part.            | Goles            | Part.                 | Goles                 | Part. | Goles |
| -------------------------------------- | ------------- | ------------- | ----- | ----- | ---------------- | ---------------- | --------------------- | --------------------- | ----- | ----- |
| El Nacional · Ecuador                  | 1.ª           | 2013          | 16    | 0     | Inexistentes     | Inexistentes     | Inexistentes          | Inexistentes          | 16    | 0     |
| El Nacional · Ecuador                  | 1.ª           | 2014          | 31    | 1     | Inexistentes     | Inexistentes     | Inexistentes          | Inexistentes          | 31    | 1     |
| El Nacional · Ecuador                  | 1.ª           | 2015          | 35    | 0     | Inexistentes     | Inexistentes     | Inexistentes          | Inexistentes          | 35    | 0     |
| El Nacional · Ecuador                  | 1.ª           | 2016          | 37    | 2     | Inexistentes     | Inexistentes     | Inexistentes          | Inexistentes          | 37    | 2     |
| El Nacional · Ecuador                  | Total club    | Total club    | 119   | 3     | 0                | 0                | 0                     | 0                     | 119   | 3     |
| F. C. Dallas Estados Unidos            | 1.ª           | 2017          | 0     | 0     | 0                | 0                | Inexistentes          | Inexistentes          | 0     | 0     |
| F. C. Dallas Estados Unidos            | Total club    | Total club    | 0     | 0     | 0                | 0                | 0                     | 0                     | 0     | 0     |
| Liga Deportiva Universitaria · Ecuador | 1.ª           | 2017          | 21    | 0     | Inexistentes     | Inexistentes     | 3                     | 0                     | 24    | 0     |
| Liga Deportiva Universitaria · Ecuador | 1.ª           | 2018          | 13    | 0     | Inexistentes     | Inexistentes     | 3                     | 0                     | 16    | 0     |
| Liga Deportiva Universitaria · Ecuador | 1.ª           | 2019          | 6     | 0     | 1                | 0                | 0                     | 0                     | 7     | 0     |
| Liga Deportiva Universitaria · Ecuador | Total club    | Total club    | 40    | 0     | 1                | 0                | 6                     | 0                     | 47    | 0     |
| Deportivo Toluca · México              | 1.ª           | 2019-20       | 26    | 0     | 3                | 1                | Inexistentes          | Inexistentes          | 29    | 1     |
| Deportivo Toluca · México              | 1.ª           | 2020-21       | 2     | 0     | —                | —                | Inexistentes          | Inexistentes          | 2     | 0     |
| Deportivo Toluca · México              | Total club    | Total club    | 28    | 0     | 3                | 1                | 0                     | 0                     | 31    | 1     |
| Dijon F. C. O. Francia                 | 1.ª           | 2020-21       | 13    | 0     | 1                | 0                | Inexistentes          | Inexistentes          | 14    | 0     |
| Dijon F. C. O. Francia                 | Total club    | Total club    | 13    | 0     | 1                | 0                | 0                     | 0                     | 14    | 0     |
| Atlas F. C. · México                   | 1.ª           | 2021-22       | 25    | 1     | —                | —                | Inexistentes          | Inexistentes          | 25    | 1     |
| Atlas F. C. · México                   | 1.ª           | 2022-23       | 22    | 0     | —                | —                | 2                     | 0                     | 24    | 0     |
| Atlas F. C. · México                   | Total club    | Total club    | 47    | 1     | 0                | 0                | 2                     | 0                     | 49    | 1     |
| C. S. Emelec · Ecuador                 | 1.ª           | 2023          | 12    | 2     | —                | —                | —                     | —                     | 12    | 2     |
| C. S. Emelec · Ecuador                 | Total club    | Total club    | 12    | 2     | 0                | 0                | 0                     | 0                     | 12    | 2     |
| Barcelona S. C. · Ecuador              | 1.ª           | 2024          | 27    | 2     | 1                | 0                | 7                     | 0                     | 35    | 2     |
| Barcelona S. C. · Ecuador              | Total club    | Total club    | 27    | 2     | 1                | 0                | 7                     | 0                     | 35    | 2     |
| Total carrera                          | Total carrera | Total carrera | 286   | 8     | 6                | 1                | 15                    | 0                     | 307   | 9     |
| 1. 2.                                  |               |               |       |       |                  |                  |                       |                       |       |       |

## Palmarés

### Campeonatos nacionales
| Título                     | Club                         | País    | Año  |
| -------------------------- | ---------------------------- | ------- | ---- |
| Campeonato Ecuatoriano     | Liga Deportiva Universitaria | Ecuador | 2018 |
| Primera División de México | Atlas F. C.                  | México  | 2021 |
| Primera División de México | Atlas F. C.                  | México  | 2022 |
| Campeón de Campeones       | Atlas F. C.                  | México  | 2022 |